# رضا زارعی
رضا زارعی (زاده ۱۳۳۵ اردستان) نظامی ایرانی و فرمانده پیشین نیروی انتظامی استان تهران بود. وی در طول جنگ ایران و عراق، از اعضای سپاه پاسداران بود و پیشتر فرماندهی قرارگاه پشتیبانی ناجا و فرماندهی انتظامی استان‌های بوشهر، همدان و گیلان را نیز بر عهده داشته‌است. زارعی در پاییز ۱۳۸۳ از فرماندهی نیروی انتظامی استان گیلان، به فرماندهی نیروی انتظامی، در استان تهران ارتقاء درجه یافت. او در اواخر سال ۱۳۸۶ برکنار و برای مدتی نیز بازداشت شد، در حالی که در مورد اتهامات او، موارد متناقضی گفته شده‌است.

## بازداشت
خبر دستگیری سردار زارعی اوایل اسفند ۱۳۸۶ و پس از برگزاری معارفه فرمانده جدید پلیس تهران بدون حضور فرمانده قبلی، ابتدا توسط یکی از سایت‌های خبری منتشر گردید، سپس سایر رسانه‌ها اطلاعات بیشتری از آن را که گفته شد شامل فساد اخلاقی بوده‌است منتشر کردند.
پس از مدتی سکوت خبری مقامات رسمی در قوه قضائیه دستگیری را تأیید کردند. علیرضا جمشیدی سخنگوی وقت قوه قضاییه، روز ۲۷ فروردین ۱۳۸۷ به‌طور رسمی بازداشت سرتیپ پاسدار رضا زارعی، فرمانده برکنار شده نیروی انتظامی استان تهران را تأیید کرد.

## آغاز پرونده
در آخرین روز کاری سال ۱۳۸۶ محسن قاضی، بازپرس شعبه پنجم دادسرای کارکنان دولت، در گفتگو با خبرگزاری ایسنا، بدون ذکر نام، اتهام فرمانده برکنار شده نیروی انتظامی استان تهران را «خیانت در امانت»، «سوء استفاده از موقعیت شغلی و امکانات دولتی» و «جرایم مالی» عنوان کرده بود.

## تأیید بازداشت
سخنگوی قوه قضاییه روز ۲۷ فروردین ۱۳۸۷ به‌طور رسمی بازداشت سرتیپ پاسدار رضا زارعی، فرمانده برکنار شده نیروی انتظامی استان تهران را تأیید کرد. علیرضا جمشیدی در یک کنفرانس خبری دربارهٔ پرونده فرمانده سابق نیروی انتظامی استان تهران گفت: «در این مورد پیش از این اطلاع‌رسانی کرده‌ام و در مرحله دادسرا مجاز نیستم اطلاعات گسترده‌ای را در اختیار رسانه‌ها قرار دهم. وی هم اکنون در بازداشت بوده و پرونده مراحل قانونی خود را طی می‌کند.»

## واکنش فرمانده نیروی انتظامی
اسماعیل احمدی مقدم، پس از انتشار خبر دستگیری زارعی آن را تکذیب کرد و گفت هیچ فرماندهی بازداشت نشده‌است؛ اما پس از مقاومت دستگاه قضایی نهایتاً بازداشت زارعی را تأیید اما تخلف وی را شخصی دانست. اسماعیل احمدی مقدم، فرمانده وقت نیروی انتظامی، در گفتگویی با برنامه «نگاه یک» شبکه اول سیمای جمهوری اسلامی ایران، آنچه را که «اتهامات وارد شده به رضا زارعی در روزنامه‌ها و سایت‌های خبری خواند»، رد کرد. وی اظهار داشت: رضا زارعی، «هرگز به سازمان خیانتی نکرده و اتهامی که به ایشان وارد شده، شخصی و خیلی کوچکتر و خفیفتر از آن چیزی است، که مطرح شده‌است. حداکثر، ایشان رفتاری خلاف شأن انجام داده که موضوع هم شخصی بوده‌است.»